# Słotwina (województwo lubuskie)
Słotwina – kolonia w Polsce, położona w województwie lubuskim, w powiecie krośnieńskim, w gminie Maszewo.
W latach 1975–1998 miejscowość należała administracyjnie do województwa zielonogórskiego.